# Hugo Breitner
Hugo Breitner (* 9. November 1873 in Wien, Österreich-Ungarn; † 5. März 1946 in Claremont, Kalifornien) war österreichischer sozialdemokratischer  Finanzpolitiker.

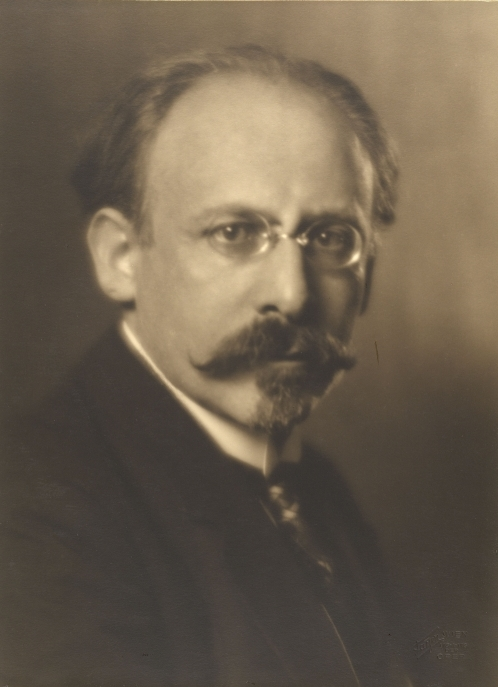
Aufnahme von Georg Fayer (1927)

## Leben

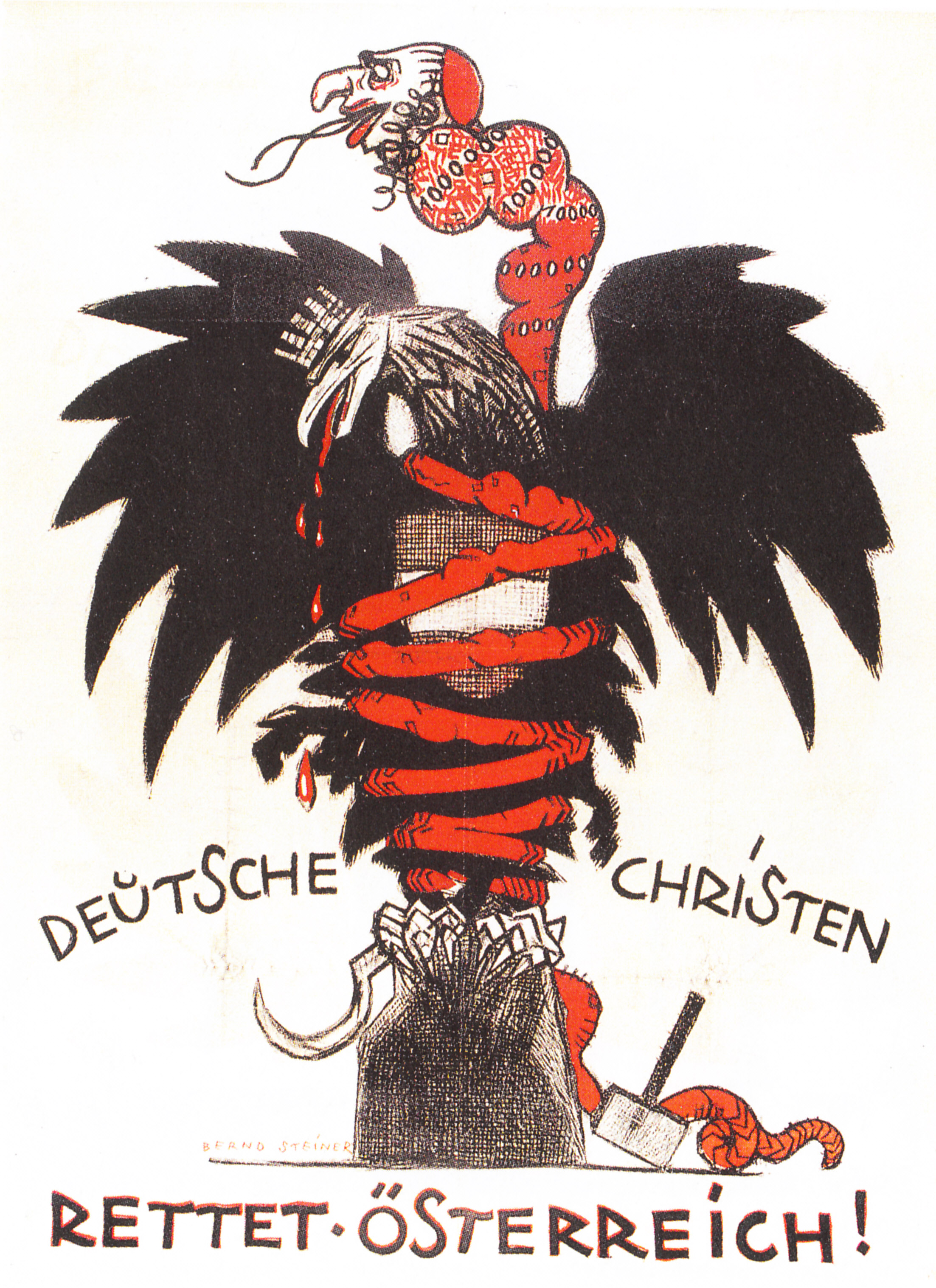
Christlichsoziales, antisemitisches Wahlplakat zum Thema Rote Finanzpolitik, 1920

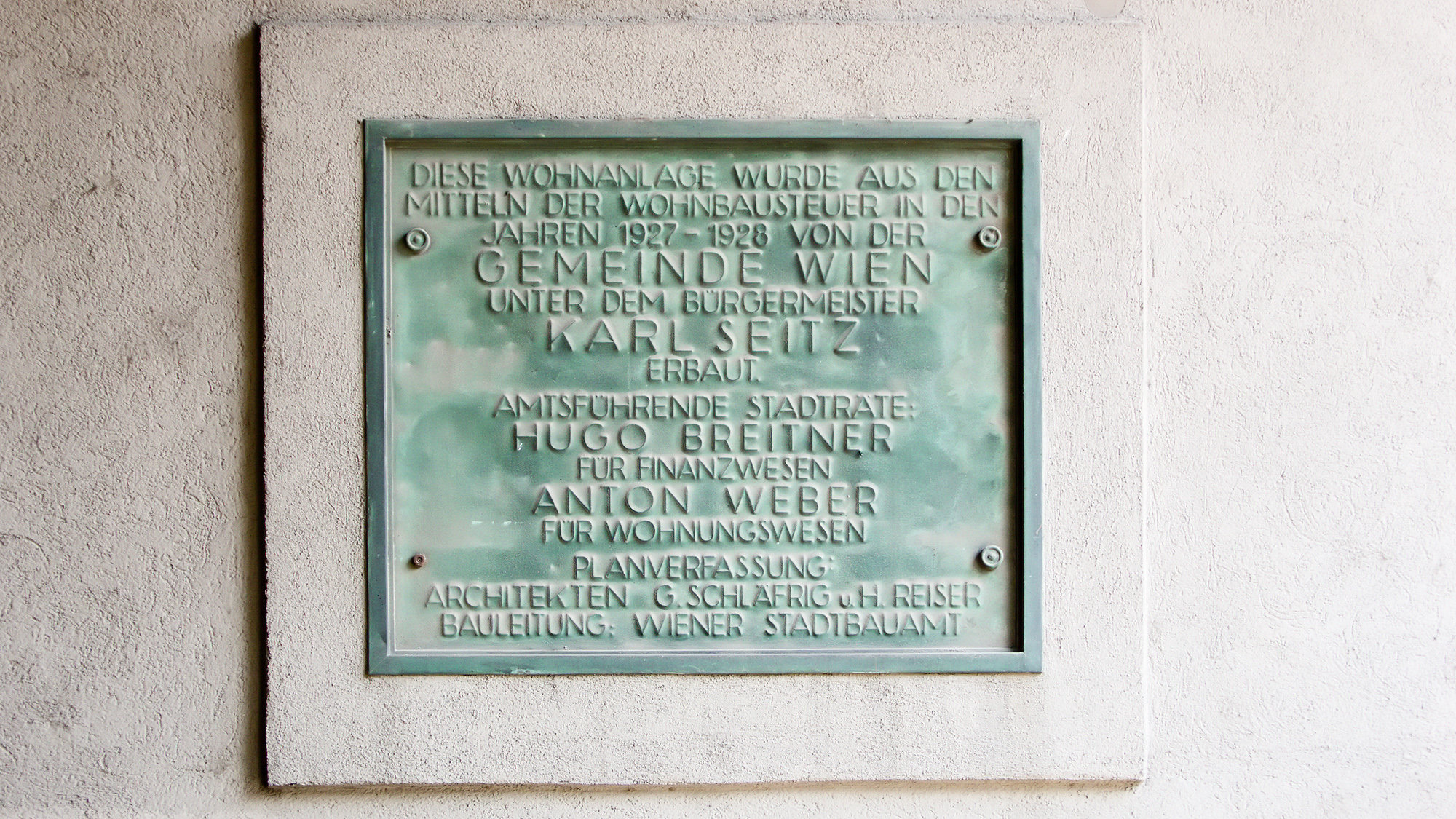
Widmungstafel eines 1927 / 1928 errichteten Gemeindebaus, 2., Wohlmutstraße 14–16, mit Hinweis auf die Wohnbausteuer und auf Finanzstadtrat Breitner

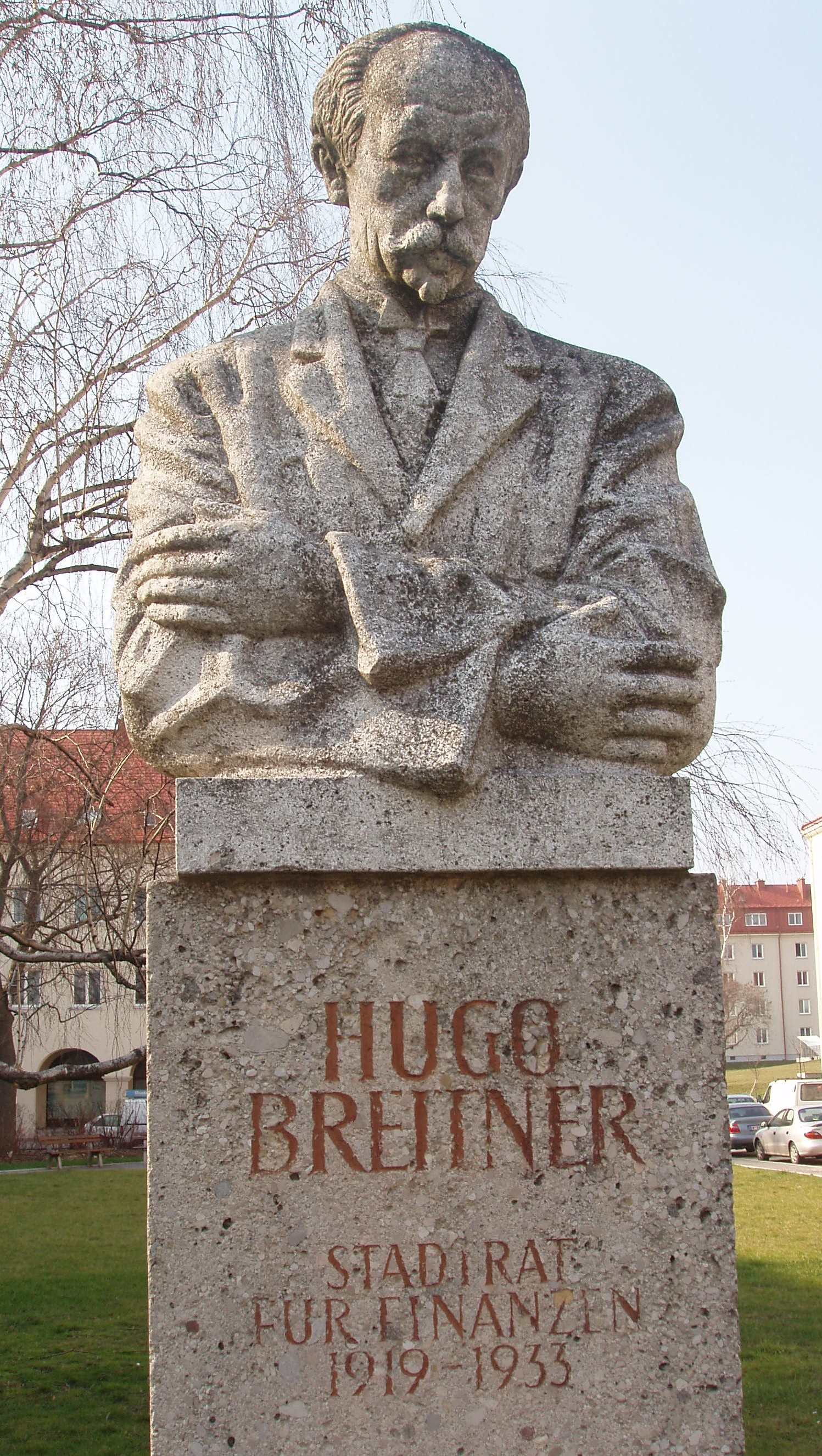
Denkmal für Hugo Breitner im Hugo-Breitner-Hof in Wien-Penzing, 1957 geschaffen von Siegfried Charoux. Statt 1933 ist 1932 richtig.

Sein Vater Moritz Breitner war ein aus Budapest zugewanderter jüdischer Getreidehändler, der auch an der Wiener Börse erfolgreich tätig war. Hugo besuchte 1890–1893 die Handelsakademie in Wien und wurde anschließend Angestellter der Zentraleuropäischen Länderbank, wo er eine Sektion der Gewerkschaft aufbaute. 1901 trat er aus dem Judentum aus. 1910 wurde ihm Prokura verliehen, 1914 wurde er Direktor-Stellvertreter. 1907–1911 war er Vizepräsident des Reichsvereins der Bank- und Sparkassenbeamten Österreichs.
1917 zum Direktor avanciert, trat er aus dieser Gewerkschaft aus, da seine leitende Funktion seiner Meinung nach nicht mehr mit der Mitgliedschaft vereinbar war. Gegen Ende des Ersten Weltkriegs spielte er mit dem Gedanken, eine eigene Partei vornehmlich für Beamte und Angestellte zu gründen, trat jedoch 1918 der Sozialdemokratischen Arbeiterpartei (SDAP) bei, in der er auf Grund seiner Fachkenntnisse sehr willkommen war.
Breitner wurde daher 1918 bis 1933 für die Sozialdemokraten Mitglied des Wiener Gemeinderats und prägte in dieser Zeit das „Rote Wien“ entscheidend mit. 1919 ließ er sich als Bankdirektor vorzeitig pensionieren und wurde von Bürgermeister Jakob Reumann, dem ersten sozialdemokratischen Stadtoberhaupt, am 4. Mai 1919 als Stadtrat zum führenden Finanzpolitiker der Gemeinde Wien berufen. Seit 1. Juni 1920 war er im neuen Stadtsenat Reumann amtsführender Stadtrat für das Finanzwesen, seit 10. November 1920, als Wien zum eigenen Bundesland wurde, auch in der Funktion eines Landesrates.
Breitner behielt diese Funktion auch unter Reumanns 1923 angetretenem Nachfolger Karl Seitz in den Stadtsenaten Seitz I bis Seitz III (bis zu seinem Rücktritt im Herbst 1932) bei. Er schaffte es, die kriegsbedingt beeinträchtigte Kreditfähigkeit der Stadt durch Regelung der Auslandsschulden in wenigen Jahren wiederherzustellen, obwohl dies in eine Zeit großer Inflation der bis 1925 geltenden Kronenwährung fiel.
Mit der im November 1920 begonnenen Trennung Wiens von Niederösterreich bekam die Gemeinde Wien, wie sich die Stadt bis 1934 stets nannte, die Finanzhoheit. Sie bot Breitner die Möglichkeit, 1923 ein Landessteuersystem einzuführen, das rechnerisch extrem progressiv angelegt war, d. h., dass die Steuerprozentsätze mit zunehmender Berechnungsgrundlage stark anstiegen. Die bekannteste dieser Steuern war die am 1. Februar 1923 beschlossene Wohnbausteuer, die die Grundlage für den umfangreichen sozialen Wohnbau in Wien schuf. An den „Gemeindebauten“ dieser Zeit ist bis heute die Aufschrift „Errichtet aus Mitteln der Wiener Wohnbausteuer“ zu lesen. Weiter gilt Breitner als einer der Schöpfer der 1925 unter kommunaler Regie eröffneten Wiener Elektrischen Stadtbahn.
Weitere „Breitner-Steuern“ waren u. a. eine Abgabe, die pro Arbeitsplatz leisten musste, wer Angestellte in seinem privaten Haushalt beschäftigte („Hausgehilfinnensteuer“), eine Steuer auf Luxuswaren (z. B. Sekt) und auf Vergnügungen wie Bälle (die bis heute bestehende „Vergnügungssteuer“).
Mit diesen zusätzlich zu den Bundessteuern eingehobenen Wiener Landesabgaben gelang es Breitner in wenigen Jahren, die damals enorme Summe von einer Milliarde Schilling für Investitionen von allgemeinem Nutzen zur Verfügung zu stellen. Noch während der Weltwirtschaftskrise war Wien nahezu schuldenfrei.
Die massive Steuerbelastung ihrer Klientel machte Breitner zur Zielscheibe der Christlichsozialen Partei, deren Exponenten ihn als Steuersadisten bezeichneten. Die Reaktion der christlichsozial geführten Bundesregierung war ab 1929, den Wiener Anteil am Ertrag der Bundessteuern, wie er im Abgabenteilungsgesetz (vulgo „Finanzausgleich“) festgelegt war, laufend zu verschlechtern. Dadurch wurde die Erstellung des Gemeindebudgets zunehmend schwieriger. Breitner lehnte es allerdings ab, fehlende Einnahmen durch aufzunehmende Kredite zu ersetzen, die spätere Generationen belasten würden; er kürzte im Notfall freiwillige Sozialleistungen.
Kein anderer Sozialdemokrat wurde in der Ersten Republik derart heftig und gehässig angegriffen wie Hugo Breitner. In einer Wahlkampfrede im Oktober 1930 auf dem Wiener Heldenplatz erklärte der Heimwehrführer und Innenminister Ernst Rüdiger Starhemberg: Den Wienern werde ich ein gutes Rezept für den Wahlkampf geben: Sie sollen die Wahlschlacht im Zeichen Breitners führen. Nur wenn der Kopf dieses Asiaten in den Sand rollt, wird der Sieg unser sein.
Am 25. November 1932 trat Breitner aus gesundheitlichen Gründen als Finanzstadtrat zurück, 1933 legte er auch sein Gemeinderatsmandat nieder. Robert Danneberg, der schon am Zustandekommen der Wohnbausteuer großen Anteil hatte, wurde sein Nachfolger. Breitner selbst übernahm die Leitung der Wiener Zentralsparkasse.
Während der Februarkämpfe 1934 wurde Breitner verhaftet, kam nach 14 Wochen wieder frei, hatte aber seine Leitungsfunktion bei der Zentralsparkasse aus politischen Gründen verloren.
In den nächsten Jahren hielt er sich zeitweise auch in Florenz auf, ehe er am 26. Februar 1938, kurz vor dem deutschen Einmarsch in Österreich, mit seiner Familie das Land verlassen konnte. Er gelangte über Florenz und Paris 1939 in die Vereinigten Staaten. Dort hatte er einen Lehrauftrag am College von Claremont (Kalifornien) inne. Im Juni 1938 wurden seine Villa in Kritzendorf und die Wohnung in der Weintraubengasse 5 im 2. Bezirk „arisiert“.
Im Jahr 1942 wurde er Mitglied des Austrian Labor Committee und Mitarbeiter der Austrian Labor Information. Nach dem Ende des Zweiten Weltkriegs plante er, nach Wien zurückzukehren und sich erneut im Finanzwesen zu engagieren, verstarb jedoch vorher.

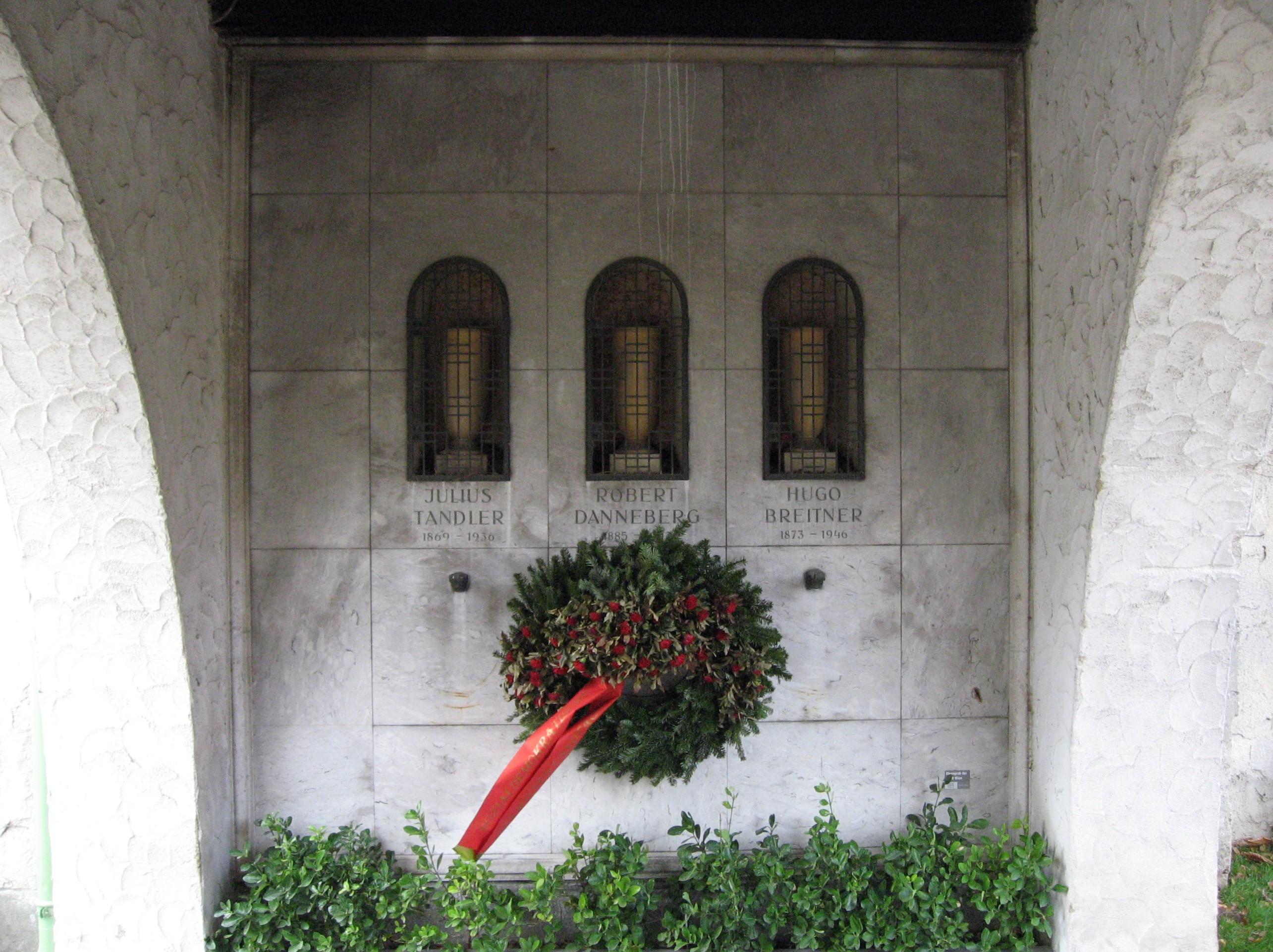
Gemeinsame Grabstätte für Tandler, Danneberg und Breitner im Urnenhain der Feuerhalle Simmering

Die Urne mit seiner Asche wurde nach Wien überführt und 1950 in einem gemeinsamen Urnendenkmal für ihn sowie für Robert Danneberg und Julius Tandler im Urnenhain der Feuerhalle Simmering beigesetzt (Abteilung ML, Gruppe 1, Nr. 1A). Diese Anlage zählt zu den ehrenhalber gewidmeten bzw. ehrenhalber in Obhut genommenen Grabstellen der Stadt Wien.
Breitner zu Ehren wurde 1952 in Wien-Penzing (14. Bezirk) einer der größten neu errichteten Gemeindebauten der Nachkriegszeit mit über 1.200 Wohnungen, Linzer Straße 299–325, Hugo-Breitner-Hof benannt. Hier wurde am 22. Juni 1957 von Bürgermeister Franz Jonas das Hugo-Breitner-Denkmal, eine Büste von Siegfried Charoux, enthüllt. Auf dem Denkmal wird sein Rücktritt 1933 angeführt; tatsächlich trat Breitner 1932 zurück.